# Georg Schmitz (Politiker, 1926)
Georg Schmitz

Link zum Bild

Georg Schmitz (* 21. März 1926; † 22. Januar 1971 am Altkönig im Taunus) hatte eine Ausbildung zum Verwaltungsbeamten. Er war vom 8. Oktober 1964 bis 12. Januar 1968 Oberbürgermeister von Wattenscheid sowie Ratsmitglied. Im Jahr 1968 wechselte er auf den Posten des Oberstadtdirektor von Wattenscheid.
Schmitz war als Mitglied der Stadtspitze maßgeblich an der Umgestaltung Wattenscheids mitten in der Bergbaukrise beteiligt. Diese veranlasste insbesondere den Bau von über 100 Firmenansiedlungen in Wattenscheid und glich damit den Verlust der Arbeitsplätze aus.[1]
Er kam zusammen mit dem Oberbürgermeister Erwin Topp und dem städtischen Baurat Kurt Wille beim Flugunfall auf dem Altkönig um.
Seit 1999 ist eine Straße im Namensverbund „Ehemalige Bürgermeister in Wattenscheid“ nach ihm benannt.